# Secrétaire d'État aux Affaires étrangères, du Commonwealth et du Développement
Le secrétaire d'État aux Affaires étrangères, du Commonwealth et du Développement (en anglais : Secretary of State for Foreign, Commonwealth and Development Affairs, communément appelé Foreign Secretary) est le secrétaire d'État placé à la tête du bureau des Affaires étrangères, du Commonwealth et du Développement au Royaume-Uni.
Ce poste est considéré comme l'un des quatre grands offices d'État et occupe le troisième rang dans l'ordre de préséance du britannique après le Premier ministre et le chancelier de l'Échiquier, devant le secrétaire d'État à l'Intérieur.
L'actuel titulaire du poste est, depuis le 5 juillet 2024, David Lammy, du Parti travailliste.

## Historique
Le poste actuel résulte de la fusion entre les départements du Foreign Office et du Commonwealth Office en 1968. En 2020, il récupère les attributions du secrétaire d'État au Développement international.

## Fonctions
Les fonctions principales du secrétaire d'État aux Affaires étrangères sont :
- Les relations britanniques avec les pays étrangers et leurs gouvernements ;
- Les promotions des intérêts britanniques à l'étranger ;
- Les matières qui concernent le Commonwealth et les territoires britanniques d'outre-mer ;
- Le Secret Intelligence Service et le Government Communications Headquarters (GCHQ), dont il renouvelle les accréditations d'agents secrets[1].

La résidence officielle du secrétaire d'État se situe au numéro 1, Carlton Gardens, dans le quartier de St James's à Londres. Il peut également faire usage de la Chevening House, un petit château anglais et résidence d'été dans l'ouest du Kent, pour des réceptions diplomatiques.

## Liste des secrétaires
Légende
(partis politiques)
- Whig
- Libéral
- Tory
- Conservateur
- Travailliste

### Secrétaires d'État aux Affaires étrangères (1782-1968)

#### XVIIIesiècle
| Nom | Nom | Nom                            | Dates du mandat  | Dates du mandat              | Parti | Premier ministre           |
| --- | --- | ------------------------------ | ---------------- | ---------------------------- | ----- | -------------------------- |
|     |     | Charles James Fox              | 27 mars 1782     | 5 juillet 1782 (démissionne) | Whig  | Charles Watson-Wentworth   |
|     |     | Thomas Robinson                | 13 juillet 1782  | 2 avril 1783                 | Whig  | William Petty FitzMaurice  |
|     |     | Charles James Fox              | 2 avril 1783     | 19 décembre 1783             | Whig  | William Cavendish-Bentinck |
|     |     | George Nugent-Temple-Grenville | 19 décembre 1783 | 23 décembre 1783             | Tory  | William Pitt le Jeune      |
|     |     | Francis Osborne                | 23 décembre 1783 | mai 1791 (démissionne)       | Tory  | William Pitt le Jeune      |
|     |     | William Grenville              | 8 juin 1791      | 20 février 1801              | Tory  | William Pitt le Jeune      |

#### XIXesiècle
| Nom                     | Nom          | Nom                     | Dates du mandat   | Dates du mandat            | Parti             | Premier ministre           |
| ----------------------- | ------------ | ----------------------- | ----------------- | -------------------------- | ----------------- | -------------------------- |
|                         |              | Robert Jenkinson        | 20 février 1801   | 14 mai 1804                | Tory              | Henry Addington            |
|                         |              | Dudley Ryder            | 14 mai 1804       | 11 janvier 1805            | Tory              | William Pitt le Jeune      |
|                         |              | Henry Phipps            | 11 janvier 1805   | 7 février 1806             | Tory              | William Pitt le Jeune      |
|                         |              | Charles James Fox       | 7 février 1806    | 13 septembre 1806 (décès)  | Whig              | William Grenville          |
|                         |              | Charles Grey            | 24 septembre 1806 | 25 mars 1807               | Whig              | William Grenville          |
|                         |              | George Canning          | 25 mars 1807      | 11 octobre 1809 (resigned) | Tory              | William Cavendish-Bentinck |
|                         |              | Henry Bathurst          | 11 octobre 1809   | 6 décembre 1809            | Tory              | William Cavendish-Bentinck |
|                         |              | Richard Wellesley       | 6 décembre 1809   | 4 mars 1812                | Tory              | Spencer Perceval           |
|                         |              | Robert Stewart          | 4 mars 1812       | 12 août 1822 (died)        | Tory              | Robert Jenkinson           |
|                         |              | George Canning          | 16 septembre 1822 | 30 avril 1827              | Tory              | Robert Jenkinson           |
|                         |              | John Ward               | 30 avril 1827     | 2 juin 1828                | Tory              | George Canning             |
| Frederick John Robinson |              | John Ward               | 30 avril 1827     | 2 juin 1828                | Tory              |                            |
|                         |              | George Hamilton-Gordon  | 2 juin 1828       | 22 novembre 1830           | Tory              | Arthur Wellesley           |
|                         |              | Henry John Temple       | 22 novembre 1830  | 14 novembre 1834           | Whig              | Charles Grey               |
|                         | William Lamb | Henry John Temple       | 22 novembre 1830  | 14 novembre 1834           | Whig              |                            |
|                         |              | Arthur Wellesley        | 14 novembre 1834  | 18 avril 1835              | Tory              | The Duke of Wellington     |
| Robert Peel             |              | Arthur Wellesley        | 14 novembre 1834  | 18 avril 1835              | Tory              |                            |
|                         |              | Henry John Temple       | 18 avril 1835     | 2 septembre 1841           | Whig              | William Lamb               |
|                         |              | George Hamilton-Gordon  | 2 septembre 1841  | 6 juillet 1846             | Conservateur      | Robert Peel                |
|                         |              | Henry John Temple       | 6 juillet 1846    | 26 décembre 1851           | Whig              | John Russell               |
|                         |              | Granville Leveson-Gower | 26 décembre 1851  | 27 février 1852            | Whig              | John Russell               |
|                         |              | James Harris            | 27 février 1852   | 28 décembre 1852           | Conservateur      | Edward Smith-Stanley       |
|                         |              | John Russell            | 28 décembre 1852  | 21 février 1853            | Whig              | George Hamilton-Gordon     |
|                         |              | George Villiers         | 21 février 1853   | 26 février 1858            | Whig              | George Hamilton-Gordon     |
|                         | Whig         | George Villiers         | 21 février 1853   | 26 février 1858            | Henry John Temple |                            |
|                         |              | James Harris            | 26 février 1858   | 18 juin 1859               | Conservateur      | Edward Smith-Stanley       |
|                         |              | John Russell            | 18 juin 1859      | 3 novembre 1865            | Libéral           | Henry John Temple          |
|                         |              | George Villiers         | 3 novembre 1865   | 6 juillet 1866             | Libéral           | John Russell               |
|                         |              | Edward Stanley          | 6 juillet 1866    | 9 décembre 1868            | Conservateur      | Edward Smith-Stanley       |
| Benjamin Disraeli       |              | Edward Stanley          | 6 juillet 1866    | 9 décembre 1868            | Conservateur      |                            |
|                         |              | George Villiers         | 9 décembre 1868   | 6 juillet 1870             | Libéral           | William Ewart Gladstone    |
|                         |              | Granville Leveson-Gower | 6 juillet 1870    | 21 février 1874            | Libéral           | William Ewart Gladstone    |
|                         |              | Edward Stanley          | 21 février 1874   | 2 avril 1878               | Conservateur      | Benjamin Disraeli          |
|                         |              | Robert Gascoyne-Cecil   | 2 avril 1878      | 28 avril 1880              | Conservateur      | Benjamin Disraeli          |
|                         |              | Granville Leveson-Gower | 28 avril 1880     | 24 juin 1885               | Libéral           | William Ewart Gladstone    |
|                         |              | Robert Gascoyne-Cecil   | 24 juin 1885      | 6 février 1886             | Conservateur      | Robert Gascoyne-Cecil      |
|                         |              | Archibald Primrose      | 6 février 1886    | 3 août 1886                | Libéral           | William Ewart Gladstone    |
|                         |              | Stafford Northcote      | 3 août 1886       | 12 janvier 1887 (died)     | Conservateur      | Robert Gascoyne-Cecil      |
|                         |              | Robert Gascoyne-Cecil   | 14 janvier 1887   | 11 août 1892               | Conservateur      | Robert Gascoyne-Cecil      |
|                         |              | Archibald Primrose      | 18 août 1892      | 11 mars 1894               | Libéral           | William Ewart Gladstone    |
|                         |              | John Wodehouse          | 11 mars 1894      | 21 juin 1895               | Libéral           | Archibald Primrose         |
|                         |              | Robert Gascoyne-Cecil   | 29 juin 1895      | 12 novembre 1900           | Conservateur      | Robert Gascoyne-Cecil      |

#### XXesiècle
| Nom                   | Nom          | Nom                     | Dates du mandat               | Dates du mandat                | Parti               | Premier ministre         |
| --------------------- | ------------ | ----------------------- | ----------------------------- | ------------------------------ | ------------------- | ------------------------ |
|                       |              | Henry Petty-Fitzmaurice | 12 novembre 1900              | 4 décembre 1905                | Libéral unioniste   | Robert Gascoyne-Cecil    |
| Arthur Balfour        |              | Henry Petty-Fitzmaurice | 12 novembre 1900              | 4 décembre 1905                | Libéral unioniste   |                          |
|                       |              | Edward Grey             | 10 décembre 1905              | 10 décembre 1916               | Libéral             | Henry Campbell-Bannerman |
| Herbert Henry Asquith |              | Edward Grey             | 10 décembre 1905              | 10 décembre 1916               | Libéral             |                          |
|                       |              | Arthur Balfour          | 10 décembre 1916              | 23 octobre 1919                | Conservateur        | David Lloyd George       |
|                       |              | George Curzon           | 23 octobre 1919               | 22 janvier 1924                | Conservateur        | David Lloyd George       |
|                       | Conservateur | George Curzon           | 23 octobre 1919               | 22 janvier 1924                | Andrew Bonar Law    |                          |
|                       | Conservateur | George Curzon           | 23 octobre 1919               | 22 janvier 1924                | Stanley Baldwin     |                          |
|                       |              | Ramsay MacDonald        | 22 janvier 1924               | 3 novembre 1924                | Travailliste        | Ramsay MacDonald         |
|                       |              | Austen Chamberlain      | 6 novembre 1924               | 4 juin 1929                    | Conservateur        | Stanley Baldwin          |
|                       |              | Arthur Henderson        | 7 juin 1929                   | 24 août 1931                   | Travailliste        | Ramsay MacDonald         |
|                       |              | Rufus Isaacs            | 25 août 1931                  | 5 novembre 1931                | Libéral             | Ramsay MacDonald         |
|                       |              | John Allsebrook Simon   | 5 novembre 1931               | 7 juin 1935                    | Libéral             | Ramsay MacDonald         |
|                       |              | Samuel Hoare            | 7 juin 1935                   | 18 décembre 1935 (démissionne) | Conservateur        | Stanley Baldwin          |
|                       |              | Anthony Eden            | 22 décembre 1935              | 20 février 1938 (démissionne)  | Conservateur        | Stanley Baldwin          |
|                       | Conservateur | Anthony Eden            | 22 décembre 1935              | 20 février 1938 (démissionne)  | Neville Chamberlain |                          |
|                       | Conservateur |                         | Edward Frederick Lindley Wood | 21 février 1938                | Neville Chamberlain | 22 décembre 1940         |
|                       |              | Anthony Eden            | 22 décembre 1940              | 26 juillet 1945                | Conservateur        | Winston Churchill        |
|                       |              | Ernest Bevin            | 27 juillet 1945               | 9 mars 1951                    | Travailliste        | Clement Attlee           |
|                       |              | Herbert Morrison        | 9 mars 1951                   | 26 octobre 1951                | Travailliste        | Clement Attlee           |
|                       |              | Anthony Eden            | 28 octobre 1951               | 7 avril 1955                   | Conservateur        | Winston Churchill        |
|                       |              | Harold Macmillan        | 7 avril 1955                  | 20 décembre 1955               | Conservateur        | Anthony Eden             |
|                       |              | Selwyn Lloyd            | 20 décembre 1955              | 27 juillet 1960                | Conservateur        | Anthony Eden             |
| Harold Macmillan      |              | Selwyn Lloyd            | 20 décembre 1955              | 27 juillet 1960                | Conservateur        |                          |
|                       |              | Alec Douglas-Home       | 27 juillet 1960               | 20 octobre 1963                | Conservateur        |                          |
|                       |              | R. A. Butler            | 20 octobre 1963               | 16 octobre 1964                | Conservateur        | Alec Douglas-Home        |
|                       |              | Patrick Gordon Walker   | 16 octobre 1964               | 22 janvier 1965                | Travailliste        | Harold Wilson            |
|                       |              | Michael Stewart         | 22 janvier 1965               | 11 août 1966                   | Travailliste        | Harold Wilson            |
|                       |              | George Brown            | 11 août 1966                  | 16 mars 1968 (démissionne)     | Travailliste        | Harold Wilson            |
|                       |              | Michael Stewart         | 16 mars 1968                  | 17 octobre 1968                | Travailliste        | Harold Wilson            |

### Secrétaires d'État aux Affaires étrangères et du Commonwealth (1968-2020)
| Nom | Nom        | Nom               | Dates du mandat | Dates du mandat            | Parti        | Premier ministre  |
| --- | ---------- | ----------------- | --------------- | -------------------------- | ------------ | ----------------- |
|     |            | Michael Stewart   | 17 octobre 1968 | 19 juin 1970               | Travailliste | Harold Wilson     |
|     |            | Alec Douglas-Home | 20 juin 1970    | 28 février 1974            | Conservateur | Edward Heath      |
|     |            | James Callaghan   | 5 mars 1974     | 8 avril 1976               | Travailliste | Harold Wilson     |
|     |            | Anthony Crosland  | 8 avril 1976    | 19 février 1977 (mort)     | Travailliste | James Callaghan   |
|     |            | David Owen        | 22 février 1977 | 4 mai 1979                 | Travailliste | James Callaghan   |
|     |            | Peter Carington   | 5 mai 1979      | 5 avril 1982 (démissionné) | Conservateur | Margaret Thatcher |
|     |            | Francis Pym       | 6 avril 1982    | 11 juin 1983               | Conservateur | Margaret Thatcher |
|     |            | Geoffrey Howe     | 11 juin 1983    | 24 juillet 1989            | Conservateur | Margaret Thatcher |
|     |            | John Major        | 24 juillet 1989 | 26 octobre 1989            | Conservateur | Margaret Thatcher |
|     |            | Douglas Hurd      | 26 octobre 1989 | 5 juillet 1995             | Conservateur | Margaret Thatcher |
|     | John Major | Douglas Hurd      | 26 octobre 1989 | 5 juillet 1995             | Conservateur |                   |
|     |            | Malcolm Rifkind   | 5 juillet 1995  | 2 mai 1997                 | Conservateur |                   |
|     |            | Robin Cook        | 2 mai 1997      | 8 juin 2001                | Travailliste | Tony Blair        |
|     |            | Jack Straw        | 8 juin 2001     | 5 mai 2006                 | Travailliste | Tony Blair        |
|     |            | Margaret Beckett  | 5 mai 2006      | 28 juin 2007               | Travailliste | Tony Blair        |
|     |            | David Miliband    | 28 juin 2007    | 11 mai 2010                | Travailliste | Gordon Brown      |
|     |            | William Hague     | 12 mai 2010     | 14 juillet 2014            | Conservateur | David Cameron     |
|     |            | Philip Hammond    | 14 juillet 2014 | 13 juillet 2016            | Conservateur | David Cameron     |
|     |            | Boris Johnson     | 13 juillet 2016 | 9 juillet 2018             | Conservateur | Theresa May       |
|     |            | Jeremy Hunt       | 9 juillet 2018  | 24 juillet 2019            | Conservateur | Theresa May       |
|     |            | Dominic Raab      | 24 juillet 2019 | 2 septembre 2020           | Conservateur | Boris Johnson     |

### Secrétaire d'État aux Affaires étrangères, du Commonwealth et du Développement (depuis 2020)
| Nom | Nom | Nom            | Dates du mandat   | Dates du mandat   | Parti        | Premier ministre      |
| --- | --- | -------------- | ----------------- | ----------------- | ------------ | --------------------- |
|     |     | Dominic Raab   | 2 septembre 2020  | 15 septembre 2021 | Conservateur | Boris Johnson         |
|     |     | Liz Truss      | 15 septembre 2021 | 6 septembre 2022  | Conservateur | Boris Johnson         |
|     |     | James Cleverly | 6 septembre 2022  | 13 novembre 2023  | Conservateur | Liz Truss Rishi Sunak |
|     |     | David Cameron  | 13 novembre 2023  | 5 juillet 2024    | Conservateur | Rishi Sunak           |
|     |     | David Lammy    | 5 juillet 2024    | en cours          | Travailliste | Keir Starmer          |

## Sources
- (en) Cet article est partiellement ou en totalité issu de l’article de Wikipédia en anglais intitulé « Secretary of State for Foreign and Commonwealth Affairs » (voir la liste des auteurs).